# Rettenhof
Rettenhof ist ein Gemeindeteil der Gemeinde Weiding im Landkreis Cham des Regierungsbezirks Oberpfalz im Freistaat Bayern.

## Geografie
Rettenhof liegt 1 Kilometer südwestlich von Weiding und 500 Meter östlich der Bundesstraße 20. 800 Meter südöstlich von Rettenhof mündet der Zelzer Bach, von Nordosten kommend, in den Chamb. Rettenhof liegt am Rettenbach. Ein Quellbach des Rettenbaches entspringt am Südosthang des 502 Meter hohen Dachsberges nordwestlich von Rettenhof. Ein anderer, kleinerer Quellbach entspringt im Herrenholz, westlich von Rettenhof. Die beiden Bäche vereinigen sich 400 Meter nordwestlich von Rettenhof und werden dann zu einigen Fischweihern aufgestaut, die sich bis an den Nordrand der Ortschaft hinziehen.

## Geschichte
1752 war das Amt Cham in ein Vorderamt und ein Hinteres Amt eingeteilt. Rettenhof (auch: Rettenhöfe, Röttenhof, Oberrettenhof, Unterrettenhof) gehörte zum Hinteren Amt. Rettenhof hatte 2 Anwesen. Dieses Anwesen gehörte zur Paulanerprobstei Cham. Eigentümer waren Klinger und Roser.
1808 wurde die Verordnung über das allgemeine Steuerprovisorium erlassen. Mit ihr wurde das Steuerwesen in Bayern neu geordnet und es wurden Steuerdistrikte gebildet. Dabei kam Rettenhof zum Steuerdistrikt Weiding. Der Steuerdistrikt Weiding bestand aus den Ortschaften Weiding, Faustendorf und Rettenhof, anfangs noch als Ober- und Unterrettenhof aufgeführt.
1821 wurden im Landgericht Cham Gemeinden gebildet. Dabei gehörten Weiding und Rettenhof, ebenso wie Faustendorf, zunächst zur Gemeinde Arnschwang. Weil Weiding und Rettenhof aber weit von Arnschwang entfernt lagen und auch zu einem anderen Pfarrbezirk, nämlich Dalking, gehörten, wurde aus Weiding zusammen mit Rettenhof die Gemeinde Weiding gebildet. Diese blieb so bis in die 1970er Jahre stabil bestehen. Dann kamen mit der Gebietsreform in Bayern zunächst 1972 die Ortschaften Friedendorf, Neumühlen und Pinzing und 1978 die Ortschaften Dalking, Döbersing, Gschieß, Haid, Maiering, Reisach, Steinach, Walting und Zelz zur Gemeinde Weiding hinzu.

## Pfarrei Dalking
Rettenhof gehörte zunächst zur Pfarrei Arnschwang. 1697 wurde Dalking zur Pfarrei erhoben. Sein erster Pfarrer war bis 1702 Johann Michael Göltinger. Die Pfarrei Dalking umfasste die Ortschaften Dalking, Balbersdorf, Döbersing, Dürrnwies, Friedendorf, Großpinzing, Gschieß, Habersdorf, Kleinpinzing, Klinglhof, Pinzing, Reisach, Rettenhof, Steinwies⊙ (heute noch Straßenname am Westrand von Dalking), Weiding, Zelz. 1924 wurden Balbersdorf und Klinglhof und 1962 Habersdorf nach Waffenbrunn umgepfarrt. Die 1886 an Stelle einer Kirche aus dem 18. Jahrhundert erbaute Pfarrkirche von Dalking wurde 1965 durch eine größere Kirche ersetzt. 1997 bestand die Pfarrei Dalking aus den Ortschaften Dalking, Döbersing, Friedendorf, Gschieß, Pinzing, Reisach, Rettenhof, Schlammering, Weiding und Zelz. Ihr gehörten insgesamt 1774 Katholiken und 127 Nichtkatholiken an. 1997 hatte Rettenhof 23 Katholiken.

## Einwohnerentwicklung ab 1838
| Jahr | Einwohner | Gebäude |
| ---- | --------- | ------- |
| 1838 | 20        | 2       |
| 1861 | 20        | 11      |
| 1871 | 19        | 9       |
| 1885 | 25        | 3       |
| 1900 | 18        | 2       |
| 1913 | 25        | 4       |

| Jahr | Einwohner | Gebäude |
| ---- | --------- | ------- |
| 1925 | 33        | 5       |
| 1950 | 27        | 3       |
| 1961 | 24        | 4       |
| 1970 | 16        | k. A.   |
| 1987 | 26        | 5       |
| 2011 | 23        | k. A.   |